# UD 살라망카
UD 살라망카(스페인어: Unión Deportiva Salamanca, S.A.D.)는 스페인 카스티야이레온 지방의 도시인 살라망카를 연고로 하던 축구단이다. 1923년 3월 16일에 창단되었으며, 세군다 디비시온 B에서 참가했다. 2013년 6월 18일 갚지 못한 빚이 증가하면서 파산했고 창단 90년 만에 해체되고 만다.

## 성적
- 세군다 디비시온
  - 우승 3회 (1987–88, 1991–92, 1993–94)
- 세군다 디비시온 B
  - 우승 1회 (2005–06)

## 역대 감독
| 감독              | 임기        |
| ----------------- | ----------- |
| 후안마 리요       | 1992 ~ 1996 |
| 호르헤 달레산드로 | 1996        |
| 호르헤 달레산드로 | 2002 ~ 2003 |
| 호르헤 달레산드로 | 2010        |